# Lièvre du Cap
Lepus capensis
Espèce
Synonymes
- Lepus arabica[1]

Statut de conservation UICN

 LC  : Préoccupation mineure
Le lièvre du Cap (Lepus capensis) est un mammifère appartenant à la famille des lièvres et des lapins (Leporidae) et qui est répandu dans une grande partie de l'Afrique ainsi qu’au Moyen-Orient jusqu'en Irak. Le nom scientifique de l'espèce a été publié en 1758 par Carl von Linné. Le lièvre du Cap, le lièvre d'Europe (Lepus europaeus) et le lièvre de Tolai (Lepus tolaihaas) ont également été considérés comme une seule espèce dans le passé. Le lièvre éthiopien (Lepus habessinicus) est souvent considéré comme une sous-espèce du lièvre du Cap. 

## Caractéristiques
Le lièvre du Cap a un pelage grisâtre tirant vers le jaune ou le brun. La face ventrale est généralement de couleur sable à blanc grisâtre et les pattes sont de couleur rose clair. Il existe d'importantes différences régionales. Les pattes sont longues et minces ; les pattes postérieures sont deux fois plus longues que les pattes avant. Les oreilles sont très longues, terminées par une pointe noire. Les vibrisses sont longues et blanches. Les yeux sont grands et d’une couleur brun doré. Le croupion est blanc vers le bas et noir vers le haut. Le lièvre du Cap mesure de 40 à 68 centimètres de long et pèse de 1 à 3,5 kilogrammes. La queue mesure 7 à 15 centimètres de long. 

## Répartition
Le lièvre du Cap, répandu dans une grande partie de l'Afrique, est également présent dans la dépression de Qattara. Il s'est répandu dans plusieurs régions d'Europe, au Moyen-Orient et en Asie et il a également été introduit en Australie. Il est herbivore, nocturne et sa course est rapide.

## Sous-espèces
Douze sous-espèces de lièvre sont répertoriées :
- sous-espèce Lepus capensis aegyptius Desmarest, 1822
- sous-espèce Lepus capensis aquilo Thomas & Wroughton, 1907
- sous-espèce Lepus capensis arabicus Ehrenberg, 1833
- sous-espèce Lepus capensis atlanticus de Winton, 1898
- sous-espèce Lepus capensis capensis Linnaeus, 1758
- sous-espèce Lepus capensis carpi Lundholm, 1955
- sous-espèce Lepus capensis granti Thomas & Schwann, 1904
- sous-espèce Lepus capensis hawkeri Thomas, 1901
- sous-espèce Lepus capensis isabellinus Cretzschmar, 1826
- sous-espèce Lepus capensis schlumbergeri Remy-St. Loup, 1894
- sous-espèce Lepus capensis sinaiticus Ehrenberg, 1833
- sous-espèce Lepus capensis whitakeri Thomas, 1902

## Étymologie
Son nom spécifique composé de cap et du suffixe latin -ensis, « qui vit dans, qui habite », lui a été donné en référence au lieu de sa découverte.